# Ruth Gregory
Pour les articles homonymes, voir Gregory.
Ruth Ann Watson Gregory est une mathématicienne et physicienne britannique, professeure de mathématiques et de physique à l'université de Durham. Ses domaines de spécialisation sont la relativité générale et la cosmologie.

## Biographie
Ruth Gregory obtient son diplôme de mathématiques en 1984 à Trinity College à Cambridge, puis elle réalise son doctorat au sein du Département de mathématiques appliquées et de physique théorique (en) de cette même université, en 1988, en soutenant une thèse sur les défauts topologiques en cosmologie, intitulée « Topological defects in cosmology », sous la direction de John M. Stewart.

## Activités professionnelles
Ruth Gregory occupe des postes de recherche postdoctorale au Fermilab (1988) et à l'Institut Enrico-Fermi de l'université de Chicago (1991), puis elle obtient une bourse de recherche de cinq ans à Cambridge. Elle est nommée professeure de mathématiques et de physique à l'université de Durham en 2005,.
Elle est chercheuse invitée à l'Institut Périmètre de physique théorique à Waterloo au Canada, où elle enseigne dans le cadre du programme de maîtrise du PSI,.  

## Activités de recherche et éditoriales
Ses recherches portent sur l'intersection de la physique fondamentale des hautes énergies et de la cosmologie. Elle est surtout connue pour l'instabilité de Gregory–Laflamme (en) : les recherches qu'elle a menées avec le physicien canadien Raymond Laflamme, décrivent une instabilité de cordes noires dans des dimensions supérieures.  
Elle est rédactrice en chef de l'International Journal of Modern Physics D (en).

## Prix et distinctions
- 2006 : médaille et prix Maxwell de l'Institute of Physics « pour ses contributions à la physique à l'interface de la relativité générale et de la théorie des cordes, en particulier pour ses travaux sur la physique des cordes cosmiques et des trous noirs »[9].
- 2011 : Bourse Wolfson de la Royal Society pour étudier le temps et les dimensions supplémentaires dans l'espace[10].

## Publications
- avec Raymond Laflamme, « Black strings and p-branes are unstable », Physical Review Letters, vol. 70, no 19,‎ 1993, p. 2837–2840 (DOI 10.1103/PhysRevLett.70.2837, Bibcode 1993PhRvL..70.2837G, MR 1215408, arXiv hep-th/9301052)
- avec Raymond Laflamme, « The instability of charged black strings and p-branes », Nuclear Physics, vol. 428, nos 1–2,‎ 1994, p. 399–434 (DOI 10.1016/0550-3213(94)90206-2, Bibcode 1994NuPhB.428..399G, MR 1299265, arXiv hep-th/9404071).
- avec Peter Bowcock et Christos Charmousis, « General brane cosmologies and their global spacetime structure », Classical and Quantum Gravity, vol. 17, no 22,‎ 2000, p. 4745–4763 (DOI 10.1088/0264-9381/17/22/313, MR 1797969).
- « Nonsingular global string compactifications », Physical Review Letters, vol. 84, no 12,‎ 2000, p. 2564–2567 (PMID 11017270, DOI 10.1103/PhysRevLett.84.2564, MR 1746624).
- « Black string instabilities in anti-de Sitter space », Classical and Quantum Gravity, vol. 17, no 18,‎ 2000, L125 – L131 (DOI 10.1088/0264-9381/17/18/103, MR 1791092).
- avec Valery A. Rubakov et Sergei M. Sibiryakov, « Opening up extra dimensions at ultralarge scales », Physical Review Letters, vol. 84, no 26, partie 1,‎ 2000, p. 5928–5931 (PMID 10991091, DOI 10.1103/PhysRevLett.84.5928, MR 1766870).